# Briefing
Bei einem Briefing handelt es sich um eine Kurzeinweisung oder Kurzbesprechung. Ein Briefing findet häufig vor einem Ereignis statt, das Teamarbeit erfordert (z. B. beim Militär, in der Luftfahrt, beim Tauchen oder Fallschirmspringen). Das Wort ist ein Anglizismus (englisch briefing = Einsatzbesprechung, abgeleitet von englisch brief = kurz). Im Deutschen werden auch Ausdrücke wie Unterrichtung oder Einweisung verwendet.
Eine Kurzauswertung nach einem Ereignis wird als Debriefing bezeichnet (englisch für Nachbesprechung, Schlussbesprechung, Manöverkritik).

## Sonderfälle
Der Informationsabgleich nach dem Briefing wird Rebriefing genannt. Um über einen längeren Zeitraum auf dem Laufenden zu bleiben, gibt es auch das Update-Briefing – die Auffrischungsbesprechung. Über große Entfernungen kann ein Video-Briefing erfolgen.

## Beispiele

### Militär

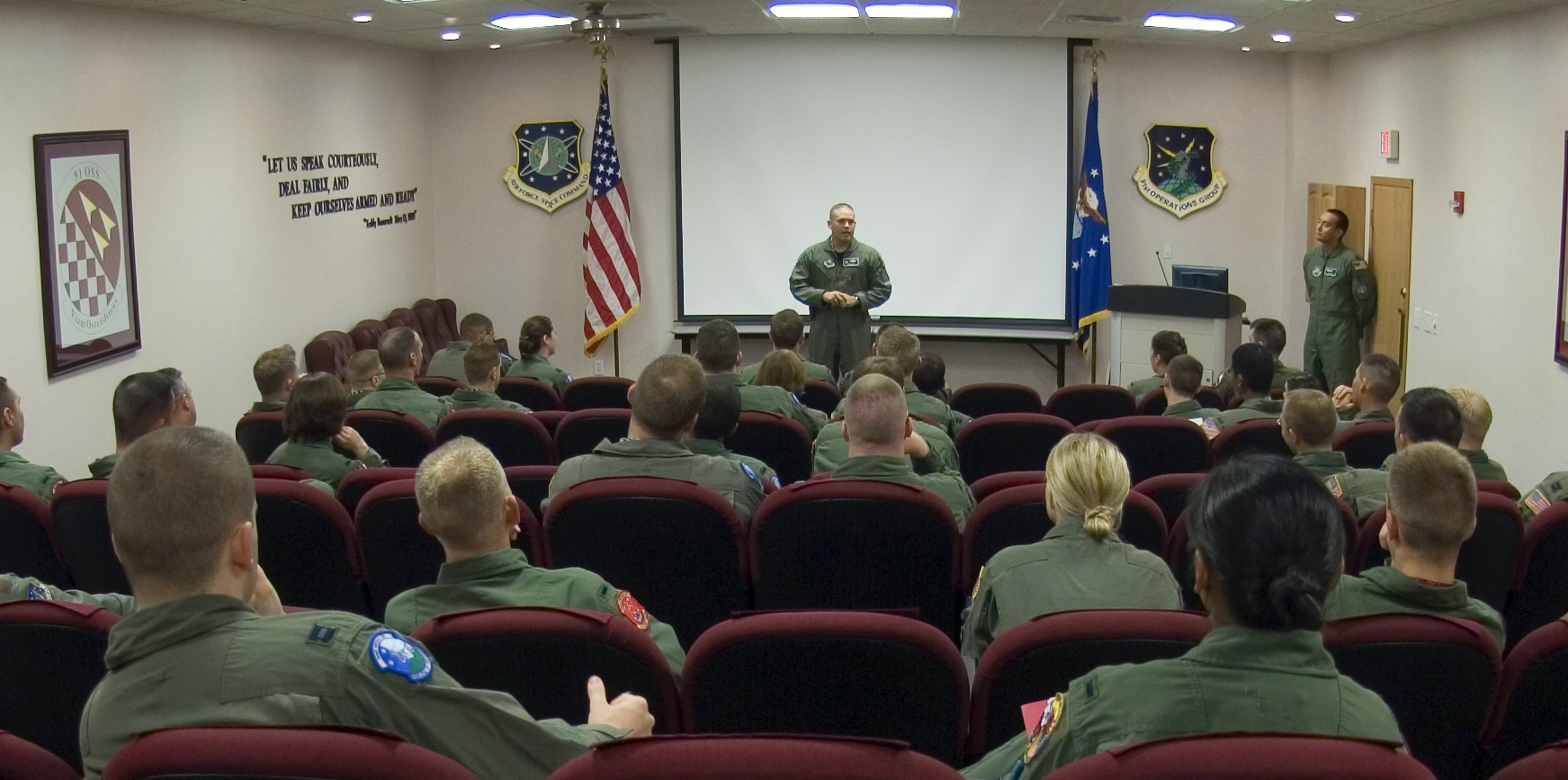
Briefing bei der US Air Force

Das Wort Briefing stammt aus dem Militärjargon. Das Briefing war ursprünglich die Lagebesprechung, bei der die Tagesbefehle ausgegeben wurden. Vor Militäroperationen gibt es ein Missionsbriefing, früher als Operationsbefehle bezeichnet.

### Politik
Zunehmend wird der Ausdruck auch in der politischen Kommunikation verwendet, zumal in der Unterrichtung zu Sitzungen europapolitischer Gremien. So nennt die Ständige Vertretung der Bundesrepublik Deutschland bei der EU ihre Unterrichtung der Lobbyisten in Brüssel Briefing. In Berlin hat das Netzwerk Europäische Bewegung Deutschland gemeinsam mit der Bundesregierung ein System von Briefings etabliert.
Der Präsident der Vereinigten Staaten bekommt täglich ein Briefing über die wichtigsten Erkenntnisse der Geheimdienste (President’s Daily Brief).

### Gesundheitswesen
Die kurze und knappe Übermittlung von Information zum Abgleich des Informationsstandes ist im Schichtbetrieb für die Pflege und die ärztlichen Dienste in einer Klinik seit jeher üblich. Durch moderne Kommunikationsmittel kann die erzählerische Übertragung von Information weiter reduziert werden, sofern die reguläre Zustandsinformation in einem klinischen Informationssystem jederzeit verfügbar und allgemein zugänglich ist. Damit wird das Ziel eines Briefings erreicht: Lediglich die Information über Abweichungen vom Ziel, über außergewöhnliche Vorkommnisse und über besondere Anforderungen wird kommuniziert. Alle übrige Information findet sich dort, wo sie regelmäßig zwischen Planung und Bericht zu suchen ist. Damit reduziert sich der Zeitbedarf der allgemeinen Informationsübertragung auf ein Minimum und die frei verfügbare Zeit für die Fälle, die besondere Aufmerksamkeit erfordern, steigt erheblich.

### Luftfahrt
In der Berufsluftfahrt werden alle wichtigen Aktivitäten nach Checklisten abgearbeitet bzw. zeitkritische Handlungen nach ihrer Durchführung mit Checklisten nachträglich kontrolliert. Für wichtige zeitkritische Handlungen (Start, Landung) führen der Flugkapitän und der Kopilot eine vorgeschriebene kurze Besprechung zwecks Koordinierung der gemeinsamen Handlungen, zur Wiederholung (recall) und Einprägung durch – Start-Briefing und Lande-Briefing.
Beim Start-Briefing werden die verschiedenen möglichen Startzwischenfälle (schwere Fehlermeldungen, Triebwerksausfall, unwichtige Warnmeldungen) und die Reaktionen darauf besprochen. Die normalen Prozeduren sind nicht Bestandteil des Start-Briefings.
Das Lande-Briefing ist umfangreicher und variiert stärker als das Start-Briefing (Landebahn, Winde, Frequenzen, Fehlanflugverfahren, Besonderheiten der verschiedenen Flugplätze).
Zusätzlich zum Cockpitbriefing vor dem Flug (Strecke, Betankung, Wetter, technischer Zustand des Luftfahrzeuges usw.) findet das Briefing der Kabinenbesatzung statt. Hier findet ebenfalls ein Wissensabgleich statt, in dem u. a. Streckenbesonderheiten je nach Destination und Servicestandards besprochen werden. Einen erheblichen Anteil des Kabinenbriefings werden genutzt um Notfall- und Erste Hilfe-Verfahren zu besprechen. Über dem Ganzen steht die Überschrift „Teambuilding“. Da sich die Mitglieder der Kabinenbesatzung – wie auch der Cockpitbesatzung – oft nicht persönlich kennen, ist der Abgleich auf aktuelle und bewährte Verfahren von entscheidender Bedeutung.
Die Cockpitbesatzung ergänzt im Nachgang durch zusätzliche Informationen das Kabinenbriefing.

### Tauchen
Beim Gerätetauchen ist es üblich, vor einem Tauchgang ein Briefing und danach ein Debriefing zu machen. Normalerweise leitet diese Briefings der erfahrenste Taucher oder der Tauchführer.
Briefing: Vor dem Tauchgang wird die Gruppe oder der Buddy über die maximale Tauchtiefe, die maximale Tauchzeit, die geplante Route beziehungsweise Himmelsrichtung, Besonderheiten, besondere Tauchzeichen und die Notfallorganisation informiert. Wenn nötig sollte auch Informationen über das Gewässer, den Ein- und Ausstieg, den genauen Ablauf, besondere Tauchausrüstung, persönliche Einschränkungen oder Krankheiten enthalten sein. Die Buddy-Teams können am Briefing gebildet oder bekannt gegeben werden, wenn dies nicht schon zuvor geschehen ist. Je nach Art und Komplexität des Tauchgangs können diverse spezifische Informationen und Absprachen hinzukommen. Bei Schulungstauchgängen wird beispielsweise im Briefing zusätzlich der Übungsablauf und die Bewertungskriterien beschrieben.
Debriefing: Beim Debriefing wird reflektiert, was gut, und was verbesserungswürdig am Tauchgang war. Es werden Probleme ange- oder besprochen und Lösungen dafür gesucht. Nach Schulungstauchgängen bewertet der Tauchlehrer die absolvierten Übungen.

### Unterricht
Unter Briefing versteht man auch ein Unterrichtsinstrument, in der die Lehrperson sich nicht mit der ganzen Klasse, sondern mit einzelnen Teamchefs unterhält, ihnen Arbeitsanweisungen erteilt, von ihnen die gemachten Erfahrungen während der Ausführung in der Gruppe berichten lässt (Rebriefing).

### Werbung
In der Werbung ist ein Briefing die Informationsweitergabe über alle erforderlichen Sachverhalte, die ein Marktforschungsinstitut oder eine Werbeagentur benötigt, um ein Angebot abgeben oder einen Auftrag ausführen zu können. Es beschreibt die Aufgabenstellung und enthält zum Beispiel Informationen über Werbeziele, Zielgruppen, Wettbewerber im Markt, Wettbewerbsvorteile und die Marketingstrategie. Ein Werbebriefing kann auch der nachträglichen Bewertung und Kontrolle der Werbemaßnahmen dienen.
Um den gewünschten Erfolg zu erzielen, erfordert das Briefing in der Werbung einen gewissen Spielraum bei den Vorgaben, besonders im Blick auf die kreative Umsetzung der Werbemaßnahme. Durch den gewährten Spielraum unterscheidet sich das Briefing von einer bloßen Aufgabenstellung. Der Briefende muss daher differenzieren zwischen den genau vorgegebenen, geschlossenen Ergebnisbestandteilen und den offenen Ergebnisbestandteilen.

### Journalismus
Journalistische Newsletter werden auch als Briefing bezeichnet.